# Sceloporus acanthinus
Sceloporus acanthinus är en ödleart som beskrevs av  Bocourt 1873. Sceloporus acanthinus ingår i släktet Sceloporus och familjen Phrynosomatidae. Inga underarter finns listade i Catalogue of Life.